# Lana Lane
Lana Lane é uma cantora norte-americana de progressive metal. Ela já cantou como backing vocals na banda Rocket Scientists, além de também ter cantado no Ayreon e ter trabalhado em alguns álbuns de Erik Norlander.
O mesmo Erik Norlander se casou com ela, tendo sido co-autor de vários álbuns de Lane, gravados no próprio estúdio dos dois, o Think Tank Media em Woodland Hills, Califórnia.
O primeiro álbum de Lana se chama Love is an Illusion tendo sido lançado em 1995 e conseguindo grande notoriedade no Japão, assim como seu segundo álbum, Curious Goods de 1996. Todavia foi em 1998 que ela conseguiu notoriedade fora do Japão com o seu terceiro álbum Garden of the Moon que foi lançado na Europa.
Sua músicas possuem uma sonoridade que lembram desde o jazz até o rock sinfônico. (Ballad Collections, Winter Sessions) Há também baladas  (Love is an Illusion, Queen of the Ocean) partindo para o metal progressivo (Secrets of Astrology, Lady Macbeth, etc.).
Ela canta tanto canções originais quanto covers (Ballad Collection, Ballad Collection II, Covers Collection, Gemini) de outros cantores de rock conhecidos.
Suas letras vão desde temas de amor até ficção cientifica e fantasia. Volta e meia aparecem também letras falando sobre ETs, sereias, magia e anjos.
Queen of the Ocean e Secrets of Astrology são uma das canções ícones dos seus álbuns na fase de Symphonic rock. Eles são considerados álbuns conceituais, não pelas historias hierarquizadas, mas sim pela coerência de temas.
Lady Macbeth é uma coleção de músicas inspiradas na obra de William Shakespeare, Macbeth, sendo Lady MacBeth o ápice.
Sua música inclui influências de Ann Wilson, Heart, Tony Bennett, e Chris Cornell.

## Discografia
- Love is an Illusion 1995
- Curious Goods 1996
- Garden of the Moon 1998
- Live in Japan 1998
- Ballad Collection (1998)
- Queen of the Ocean 1999
- The Best of Lana Lane 1995 - 1999 (1999)
- Secrets of Astrology 2000
- Ballad Collection II (2000)
- Project Shangri-La 2002
- Covers Collection 2003
- Winter Sessions (2003)
- Return to Japan 2004
- Storybook: Tales from Europe and Japan (DVD, 2004)
- Lady Macbeth 2005
- 10th Anniversary Concert (DVD/CD set, 2006)
- Gemini (2006)
- Red Planet Boulevard 2007
- The Best of Lana Lane 2000 - 2008 (2008)
- El Eldorado Hotel (2012)